# Nicholas Sprenger
Nicholas Sprenger (Australia, 14 de mayo de 1985) es un nadador australiano especializado en pruebas de estilo libre, donde consiguió ser subcampeón olímpico en 2004 en los 4x200 metros.

## Carrera deportiva
En los Juegos Olímpicos de Atenas 2004 ganó la medalla de plata en los relevos de 4x200 metros estilo libre, con un tiempo de 7:07.46 segundos, tras Estados Unidos (oro) y por delante de Italia (bronce).